# Monster (manga)
Monster (jap. モンスター Monsutā) – manga napisana i zilustrowana przez Naokiego Urasawę, publikowana od grudnia 1994 do grudnia 2001 na łamach magazynu „Big Comic Original”. Została zebrana 18 tomach wydanych nakładem wydawnictwa Shōgakukan. Na jej podstawie studio Madhouse wyprodukowało serial anime, który emitowano od kwietnia 2004 do września 2005.
W Polsce manga ukazała się w latach 2014–2017 nakładem wydawnictwa Hanami w podwójnych tomach zbiorczych.

## Fabuła
Doktor Kenzo Tenma jest młodym japońskim chirurgiem pracującym w Düsseldorfie. Niezadowolony z polityki szpitala dotyczącej leczenia pacjentów, wykorzystuje szansę na zmiany stanu rzeczy, kiedy na oddział trafia dwoje rodzeństwa – Johann i Anna Libertowie. W wyniku napaści na ich dom rodzice Johanna i Anny zostali zabici, chłopiec postrzelony w głowę, a dziewczynka doznała urazu psychicznego. Tenma podejmuje się operacji chłopca, zamiast operować burmistrza, który trafił do szpitala później. Johann zostaje uratowany, ale burmistrz umiera. Tenma traci pozycję w szpitalu. Krótko potem jego przełożony doktor Heinemann i kilku innych lekarzy zostaje zamordowanych wskutek otrucia. W tym samym czasie rodzeństwo Libertów znika ze szpitala. Policja podejrzewa Tenmę o zabójstwo, ale nie ma dowodów, aby go ukarać. Dziewięć lat później Tenma jest szefem chirurgii w tym samym szpitalu. Media donoszą o serii zabójstw par w średnim wieku. Pewnego dnia Tenma przeprowadza operację ratującą życie przestępcy Adolfa Junkersa. Po odzyskaniu przytomności Junkers w panice zaczyna opowiadać Tenmie o „potworze”. Niedługo potem strażnik przed pokojem Junkersa ginie, a sam pacjent znika. Tenma podąża jego tropem i znajduje go na budowie w pobliżu szpitala. W Junkersa mierzy z pistoletu Johann Libert, teraz już dorosły. To on jest tytułowym „potworem” (po niemiecku Monster) z opowieści Junkersa. Pomimo próśb Tenmy Johann zabija Junkersa na oczach doktora i odchodzi. Po tym zdarzeniu Tenma wiąże Johanna z serią zabójstw na małżeństwach w średnim wieku, w tym na rodzicach Johanna i Anny. Jednak policja znowu podejrzewa Tenmę o zabójstwo. Tenma porzuca pracę w szpitalu i dotychczasowe życie i rusza śladem Johanna, aby powstrzymać go przed kolejnymi zbrodniami i oczyścić swoje imię. 

## Manga
Seria ukazywała się w magazynie „Big Comic Original” od grudnia 1994 do grudnia 2001. Wydawnictwo Shōgakukan zebrało jej 162 rozdziały w 18 tankōbonach, wydanych między 30 czerwca 1995 a 28 lutego 2002.
W Polsce manga została opublikowana w 9 tomach zbiorczych nakładem wydawnictwa Hanami.

## Anime
Monster został zekranizowany pod postacią telewizyjnego serialu anime, wyprodukowanego przez Madhouse i emitowanego w 74 odcinkach od 7 kwietnia 2004 do 28 września 2005 w telewizji Nippon TV. Adaptacja została uznana za jedną z najlepszych produkcji anime w pierwszej dekadzie XXI wieku.

## Another Monster
Na fali popularności Monstera Naoki Urasawa napisał i zilustrował powieść Another Monster, która ukazała się w 2002. Przedstawił w niej wydarzenia z mangi z perspektywy dziennikarza śledczego.

## Odbiór i nagrody
Monster został bardzo dobrze przyjęty przez krytyków i czytelników. W 1997 podczas Japan Media Arts Festival Urasawa otrzymał za nią nagrodę za doskonałość, a w 1999 został uhonorowany Nagrodą Kulturalną im. Osamu Tezuki. W latach 2007–2009 za amerykańskie wydanie serii został pięciokrotnie nominowany do Nagrody Eisnera, w tym trzykrotnie w kategorii „najlepsza trwająca seria”.